# Jelle van Jaarsveld
Jelle van Jaarsveld (* 4. April 1988) ist ein niederländischer Volleyballspieler.

## Karriere
Van Jaarsveld war von 2002 bis 2007 niederländischer Junioren-Nationalspieler. Bis 2007 spielte er bei Martinus Amstelveen und wechselte dann zu Ortec Rotterdam Nesselande. Nach dem zweiten Platz 2008 gewann er 2009 die niederländische Meisterschaft. Anschließend ging er in die belgische Liga zu Aquacare Halen. 2011 verpflichtete ihn der deutsche Bundesligist evivo Düren als kurzfristigen Ersatz für den verletzten Zuspieler Tomas Kocian. Nach einer Saison in Belgien bei Topvolley Antwerpen kehrte van Jaarsveld 2013 wieder zurück in die deutsche Bundesliga zum Moerser SC, wurde hier aber bereits nach wenigen Monaten wieder entlassen.
Sein älterer Bruder Sijme van Jaarsveld (* 1986) spielt ebenfalls erfolgreich Volleyball und stand von 2010 bis 2012 beim deutschen Bundesligisten RWE Volleys Bottrop unter Vertrag.